# Puente de la Concordia (París)
El puente de la Concordia (en francés: le Pont de la Concorde) es un puente parisino situado sobre el río Sena. Une el VII y el VIII Distrito de la ciudad. A lo largo de su historia ha usado diferentes nombres: Puente Luis XVI, puente de la Revolución y definitivamente puente de la Concordia (desde 1830).
Fue inscrito como monumento histórico en 1975 y en 1999, quedó incluido dentro de la delimitación del ámbito de Riberas del Sena en París, declarado patrimonio de la Humanidad por la Unesco.

## Historia
Jean-Rodolphe Perronet (creador junto a Daniel-Charles Trudaine de la que hoy se conoce como École nationale des ponts et chaussées) fue el encargado de construir el puente. Se desempolvaba así un viejo proyecto de 1725 nacido durante la construcción de la plaza Luis XV (hoy plaza de la Concordia). La obra que duró cuatro años (1787-1791) empleó para la mampostería piedras que provenían de la derruida Bastilla.
En 1810, Napoleón hizo colocar en el puente las estatuas de ocho generales muertos durante las campañas del Primer Imperio que se mantuvieron hasta que durante la Restauración fueron sustituidas por doce nuevas estatuas de mármol blanco que representaban cuatro ministros (Colbert, Richelieu, Suger, Sully), cuatro militares, (Bayard, Condé, Du Guesclin, Turenne) y cuatro marinos (Duguay-Trouin, Duquesne, Suffren, Tourville). Sin embargo, viendo que el peso soportado por el puente era excesivo, Luis Felipe I decidió quitarlas y las traslardó a Versalles.
En el siglo XX el intenso tráfico que registraba obligó a ensancharlo entre 1930 y 1932. De esta forma alcanzó el doble de su anchura original conservando, a pesar de la obra, su estilo neoclásico. En 1983 fue restaurado por última vez.
Después de los puentes del Bulevar periférico es el puente parisino que más tráfico soporta.